# Aguacatenango
Aguacatenango es una localidad del estado mexicano de Chiapas. Es parte del municipio de Venustiano Carranza.

## Toponimia
El nombre «Aguacatenango» proviene de los términos en náhuatl aguacatl, aguacate; tenamitl, muralla; co, lugar. Su significado es «En la fortaleza de aguacateros».

## Demografía
| Gráfica de evolución demográfica |
|                                  |

| Censo | Población |
| ----- | --------- |
| 1900  | 688       |
| 1910  | 656       |
| 1921  | 842       |
| 1930  | 1 089     |
| 1940  | 917       |
| 1950  | 1 043     |
| 1960  | 1 194     |
| 1970  | 1 432     |
| 1980  | —         |
| 1990  | 2 397     |
| 2000  | 2 165     |
| 2010  | 3 413     |
| 2020  | 4 467     |